# Distretto di Magu
Il distretto di  Magu è un distretto della Tanzania situato nella regione di Mwanza. È suddiviso in 18 circoscrizioni (wards) e conta una popolazione di 299 759 abitanti (censimento 2012).
Elenco delle circoscrizioni:
- Bujashi
- Bukandwe
- Jinjimili
- Kahangara
- Kisesa
- Kitongo Sima
- Kongolo
- Lubugu
- Lutale
- Magu Mjini
- Mwamabanza
- Mwamanga
- Ng'haya
- Nkungulu
- Nyanguge
- Nyigogo
- Shishani
- Sukuma